# Vinyols i els Arcs
Vinyols i els Arcs (spanisch Viñols y Archs) ist eine Gemeinde im Süden Kataloniens mit 2.400 Einwohnern (Stand: 2024) und liegt in der Provinz Tarragona und der Comarca Baix Camp. Neben dem Hauptort Vinyols i els Arcs gehört die Ortschaft Sant Joan dels Arcs zur Gemeinde.

## Lage
Vinyols i els Arcs liegt etwa 23 Kilometer westlich von Tarragona in einer Höhe von ca. 95 m.

## Bevölkerungsentwicklung
| Jahr      | 1970 | 1981 | 1991 | 2001 | 2011 | 2021 |
| Einwohner | 968  | 807  | 831  | 1236 | 1911 | 2193 |

## Sehenswürdigkeiten
- Burgruine Els Arcs
- Katharinenkirche (Esglesia de Santa Caterina)
- Josefskapelle
- Casa Sant Josep
- Rathaus (Casa Torrell) aus dem 16. Jahrhundert

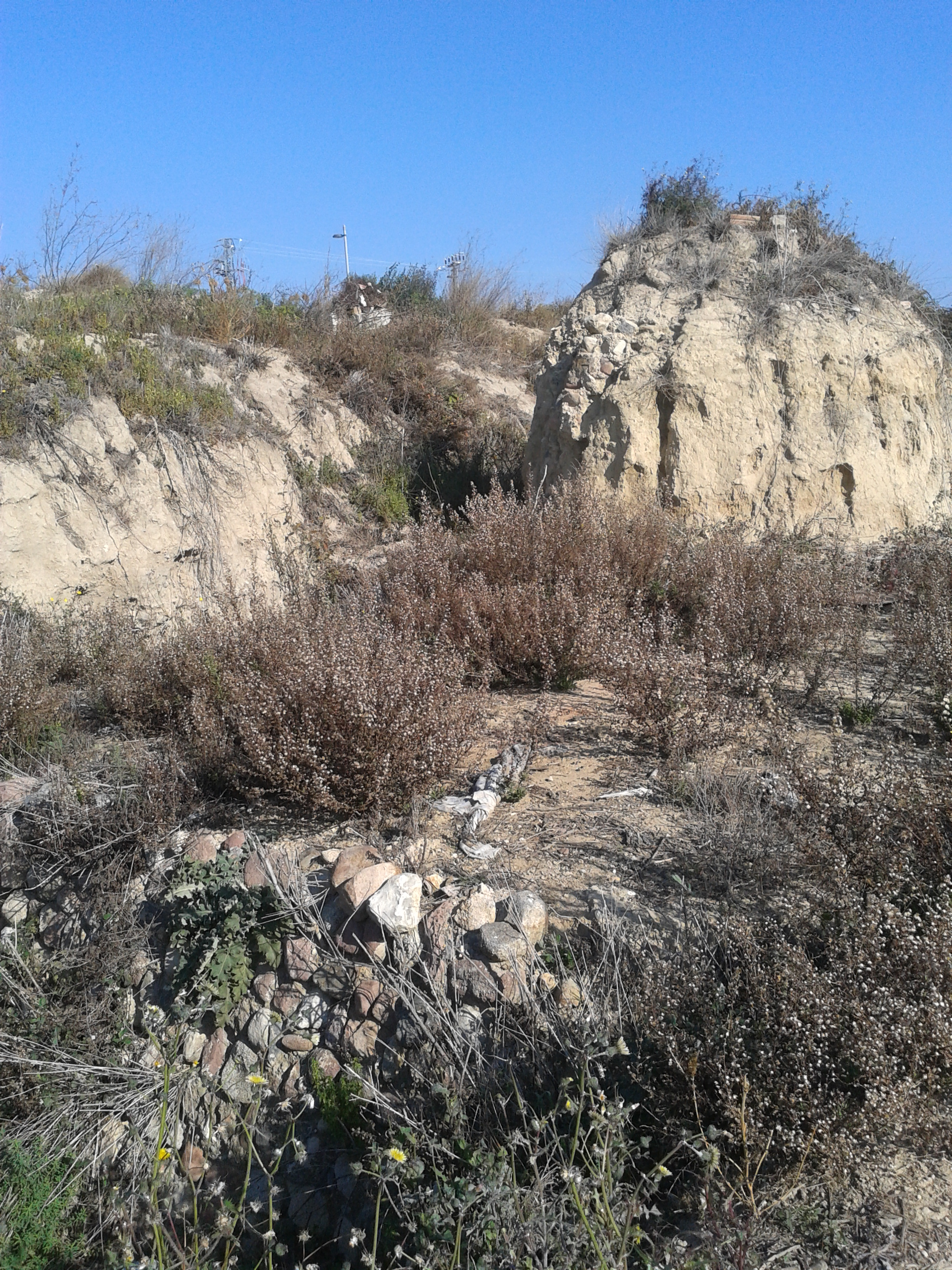
Burgruine Els Arcs
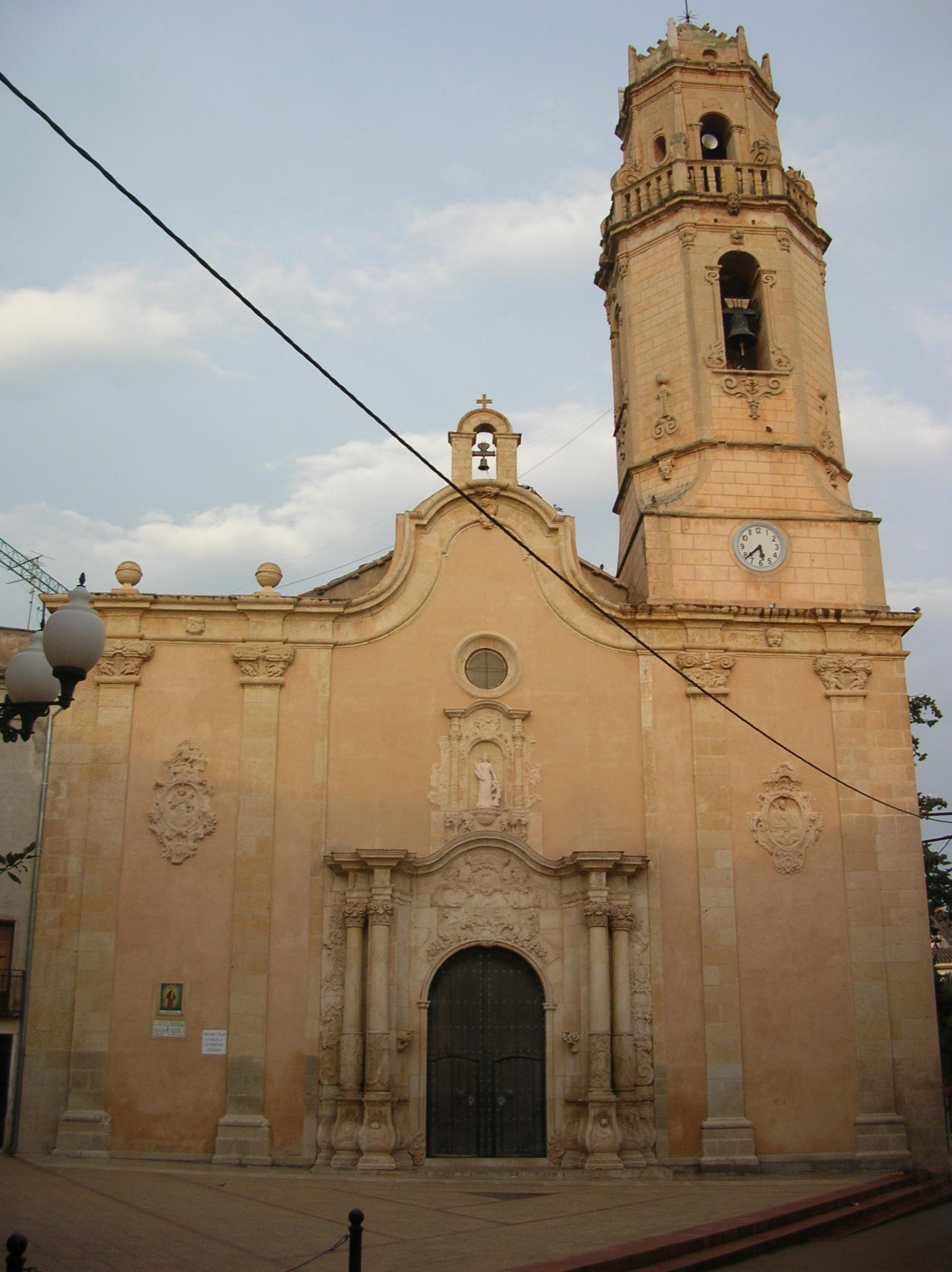
Katharinenkirche
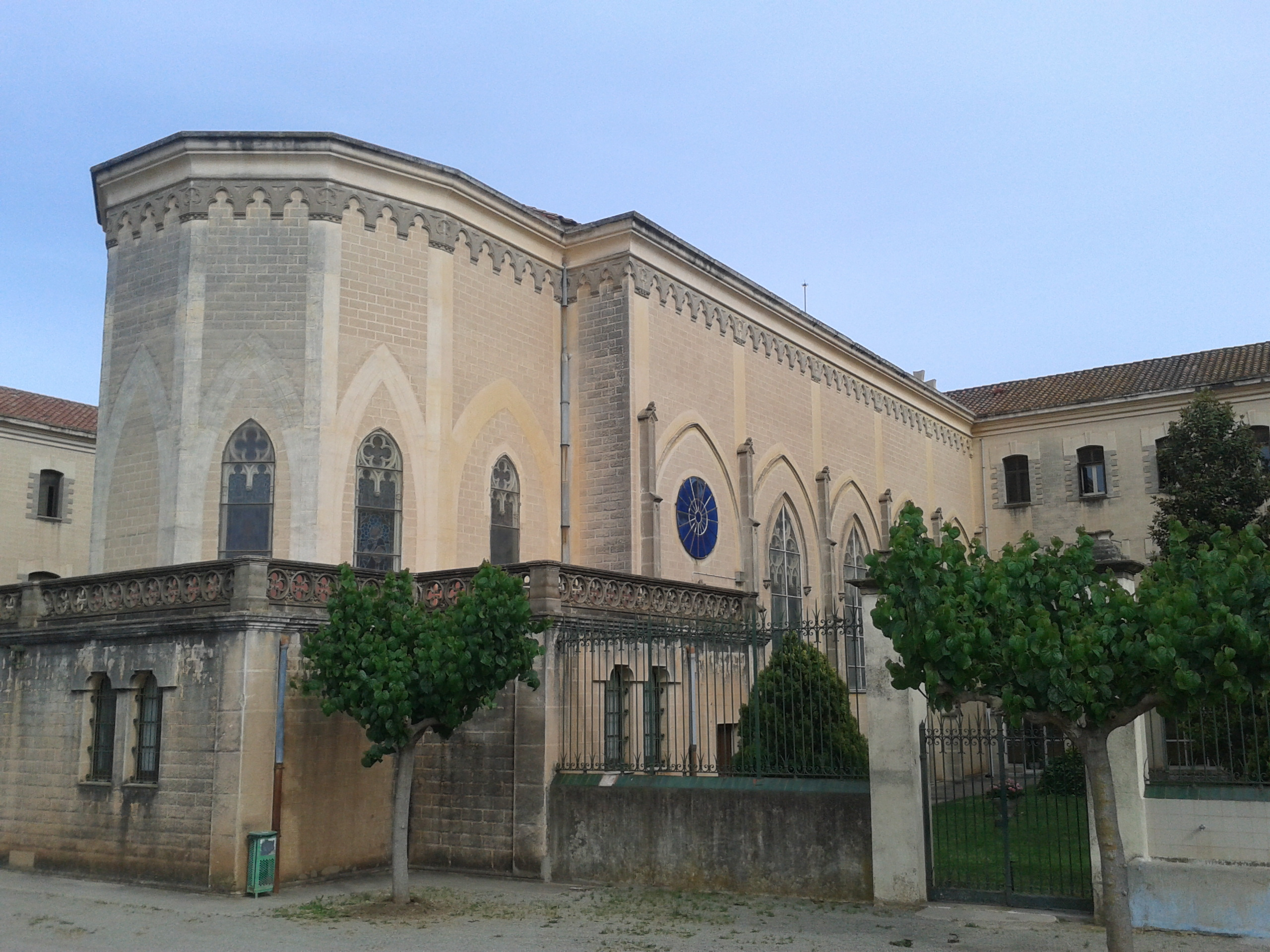
Josefskapelle
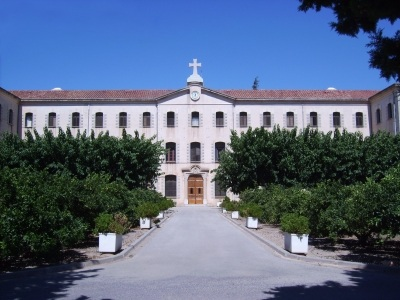
Casa Sant Josep
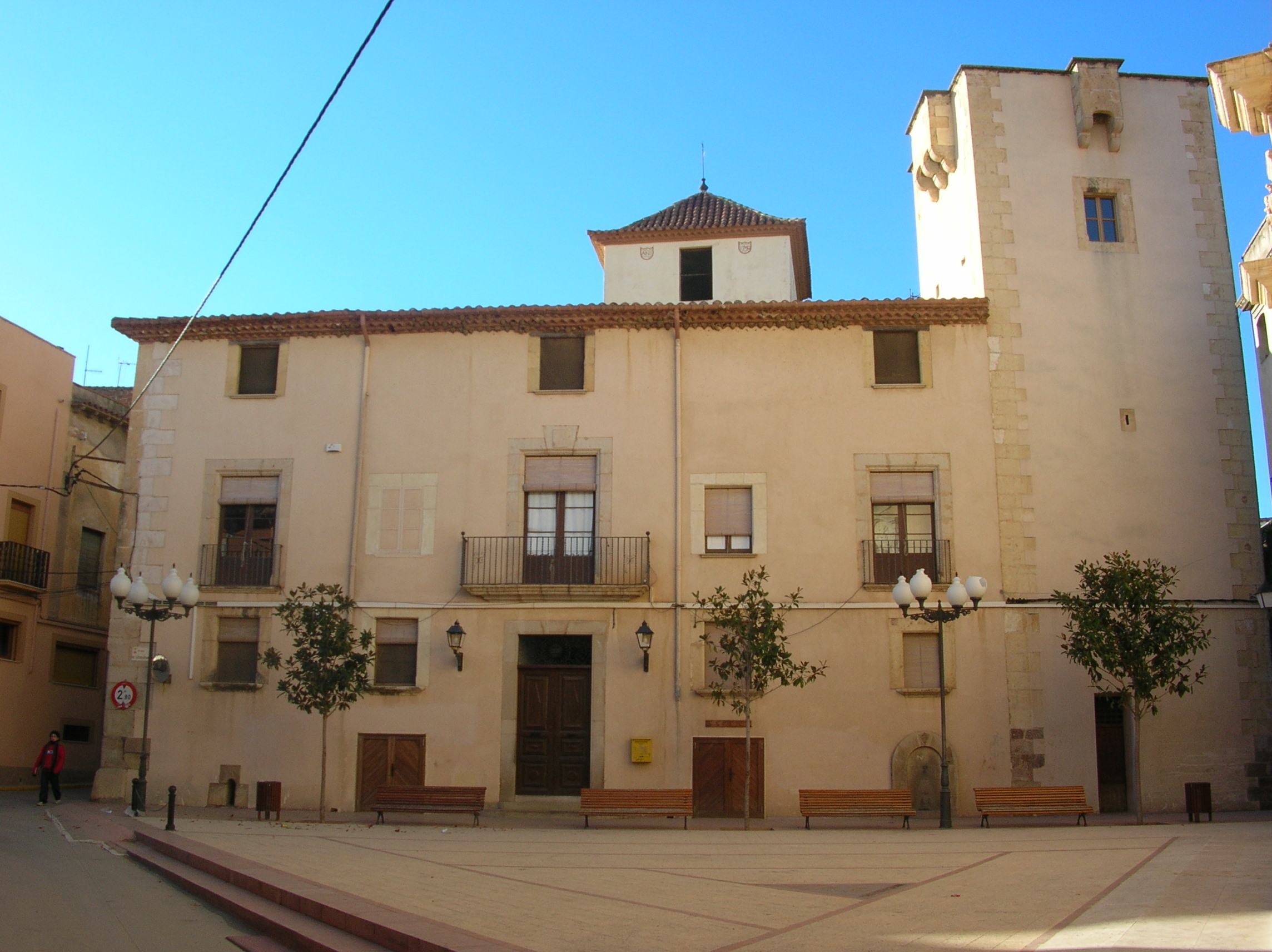
Rathaus

## Persönlichkeiten
- Jorge Mariné (1942–2025), Radrennfahrer und Sportlicher Leiter